# 有害情報
有害情報（ゆうがいじょうほう）とは、以下のものを指す。
- 主に青少年がその情報に接することによって健全な発達・育成を阻害する恐れが有ると考えられているコンテンツの総称。以下で述べる。
- 犯罪を誘発するなどの、公序良俗に反する情報。

## 概要
日本においては第二次世界大戦後の悪書追放運動において「悪書」と呼ばれていたものが後に「有害図書」と言い換えられ、さらに情報技術の発達に伴いテレビ番組やビデオ、コンピュータゲーム、ウェブサイトなどを含めたコンテンツ全般を包含する表現として「有害情報」と呼ばれるようになった。
しかし、2008年5月現在、日本には「有害情報」の基準または指定手続を定める法令は存在しないため、ある情報が「有害情報」であることを理由に法的規制が行われることはない。この点において、著作権を侵害する情報、名誉を毀損する情報、わいせつ情報その他の違法情報とは性質を異にする。
なお日本の民法90条には「公の秩序又は善良の風俗に反する事項を目的とする法律行為は、無効とする。」と規定されているが、これは文字通り契約などの法律行為を無効とするものであって、ひとによって解釈の幅がある観念である公序良俗に反することだけをもって公権力による規制の対象とすることを定めたものではない。
総務省はインターネット上の違法・有害情報を「違法な情報」と「違法ではない情報」の2つに大きく分けた上で、「違法ではない情報」の中にいわゆる「有害情報」が存在するが、これについては人を自殺に誘引するような「公序良俗に反する情報」と、アダルト情報のような「青少年に有害な情報」の2つに分けている。

## 定義の詳細

### 性表現・暴力表現
わいせつなポルノ情報および児童ポルノ法上の「児童ポルノ」は違法情報となるため、わいせつとまではいえず、児童ポルノにも該当しないポルノ情報が有害情報に該当するとされている。
- 狭義には性表現（わいせつ表現）や暴力表現を含むコンテンツを指すと考えられがちであるが、前者の場合は主に宗教的理由に基づく保守主義の論客から性教育に関する図書や教材自体が「有害情報」とみなされることもある（→日本の性教育#論争）。

### その他
- また、韓国において「反愛国的」との理由で「親日派のための弁明」（金完燮）が有害図書指定を受けたり、竹島（韓国名・独島）を日本領とする記述を含むサイトが強制的に削除された事例のような政治的理由に基づき「有害情報」とされるものも存在する。この場合の「有害情報」の定義は、政権の姿勢や議会勢力・世論の動向などにより刻々と変化する点に注意が必要である。
- 近年では「完全自殺マニュアル」（鶴見済）が自殺を誘発するとの理由で有害図書指定されているが、ゲーテの「若きウェルテルの悩み」も同様の理由で発禁処分を受けていた時代がある（→ウェルテル効果）。また、江戸時代には近松門左衛門の「曽根崎心中」や「心中天網島」など「心中物」の上演後に心中が増加したとの理由で幕府により上演が禁じられた。
- 2008年4月30日に、警察庁が「硫化水素ガスの製造を誘引する」情報を有害情報であるとして対処を警視庁・道府県警察本部に依頼する文書を発出した[3]。

## 有害情報の指定主体
- 韓国やドイツ・オーストラリアなどの（主に、歴史的・宗教的背景を理由として）メディアの犯罪への影響を自明とする世論が強く[要出典]、憲法においても明示的に表現の自由を制約している国においては国家や地方自治体が倫理審査機関を設置しており、漫画や映像作品・コンピュータゲームを中心に発禁処分が下されることも珍しくない。その一方で、メディア強力効果論に対しては青少年と有害情報の接触が犯罪に直接、結び付くことを立証した明確なデータが存在していないことから批判も多く、米国ではコンピュータゲームの提供規制を定めた州法が憲法違反で無効とされる事例が相次いでいる（→残酷ゲーム参照）。
- 日本においては長野県を除く各都道府県が青少年保護育成条例に基づき有害図書指定を行う方式が採られている。憲法第21条には表現の自由が明記されているが、1989年の岐阜県青少年保護育成条例事件の最高裁判決において、「有害図書の自動販売機への収納の禁止は、青少年に対する関係において、（表現の自由を定めた）日本国憲法第21条1項に違反しない」という判断を下している（岐阜県青少年保護育成条例事件）。日本における検閲#青少年保護育成条例による有害図書指定も参照。近年ではコンピュータゲームに対する有害図書指定も増加傾向にある。
- ネットワーク上のコンテンツについては、コンピュータ・ウイルスも含めてインターネット・ホットラインセンターが中心となっている。

## 対策
SNSや動画配信サイトなどで不適切な投稿を排除する役割をする職員コンテンツモデレーターが対策を行っている。しかし、対策を行っている職員も、有害な情報に接する機会が多いことから、うつ病、心的外傷後ストレス障害（PTSD）などになり治療が必要となる例がある。